# مجموعة فلم يو اي
مجموعة فيلم يو اي (FILM.UA Group)، هي أكبر مجموعة من الشركات في مجال الإنتاج السينمائي والتلفزيوني في أوروبا الشرقية. تشارك المجموعة في تطوير وإنتاج وتكييف وتوزيع المحتوى السمعي البصري وتقديم مجموعة من الخدمات. تم إنشاء استوديوهات المجموعة في نوفمبر 2002. وهي أكبر منتج للإنتاج السينمائي في أوكرانيا.